# AT-L
AT-L (russisch АТ-Л) ist ein geländegängiges, ungepanzertes, nicht schwimmfähiges Gleiskettenfahrzeug aus sowjetischer Produktion, dass überwiegend als Zugmaschine eingesetzt wurde. Dabei steht AT-L für артиллерийский тягач — лёгкий (Artilleriezugmittel – leicht).

## Entwicklung
Am Ende der 1940er Jahre bestand bei Militär und Volkswirtschaft Bedarf an einem leistungsfähigen, geländegängigen Zugfahrzeug. Im militärischen Bereich wurde dieser hauptsächlich durch die Vergrößerung der Kaliber der Artillerie hervorgerufen, der zu immer schwereren Geschützen führte. Im zivilen Bereich entwickelte sich der Bedarf aufgrund der wirtschaftlichen Erschließung dünn besiedelter und weitgehend unwegsamer Gebiete im Osten des Landes. Die AT-L wurde 1947 im Charkower Traktorenwerk unter der Leitung des bekannten Konstrukteurs A. A. Morosow entwickelt. Zielvorgabe war ein Zugmittel für eine Anhängelast von bis zu 6000 kg mit einer Tragfähigkeit von 2000 kg. Um die geforderte Geländegängigkeit zu erreichen, entwickelte man ein Gleiskettenfahrzeug. Die Produktion begann in Charkow 1947 und wurde bis 1967 fortgeführt.

## Konstruktion
Auch beim AT-L griff man weitgehend auf vorhandene Baugruppen aus der Panzer- und Lkw-Fertigung zurück. Dies verringerte die Entwicklungszeit und vereinfachte die Fertigung. Während die ersten Fahrzeuge noch ein Laufwerk mit sechs Laufrollenpaaren und Stützrollen, wie es auch die SU-76 hatte, besaßen, verwendete man bei späteren Fahrzeugen ein Laufrollenwerk mit fünf Laufrollenpaaren. Auch bei diesem Kettenschlepper wurde die Wanne um 180° gedreht. Motor, Kupplung, Getriebe, Lenkgetriebe und Antriebsräder befinden sich im Bug des Fahrzeuges, die Leiträder des Laufwerkes im Heck. Der Motor JaAZ-204K (ЯАЗ-204К) ist eine Variante des Motors JaAZ-M204W (ЯАЗ-М204В), der für den Lkw MAZ-502 entwickelt wurde. Die Kabine für die Besatzung befindet sich ebenfalls im vorderen Teil des Fahrzeuges. Für die Konstruktion wurde das Fahrerhaus des Lkw ZIS-150 bzw. ZIL-164 genutzt. Es bot Platz für drei Besatzungsmitglieder. Die hinter dem Fahrerhaus angeordnete Metallpritsche mit einer Tragfähigkeit von 2000 kg bietet Platz für acht bis zehn weitere Soldaten.
Mit den Gleisketten wird ein maximaler Bodendruck von 0,463 kg/cm2 erreicht. Die Steigfähigkeit beträgt im beladenen Zustand ohne Anhänger maximal 35°, die Bodenfreiheit 350 mm. Das Fahrzeug kann bis zu 1,0 m breite Gräben überschreiten und ohne Vorbereitung bis zu 0,6 m tiefe Gewässer durchfahren.

## Einsatz
Das Fahrzeug wurde vorrangig als Artilleriezugmaschine für Haubitzen der Kaliber 122 und 152 mm sowie für schwere Mörser der Kaliber 160 bis 240 mm genutzt. Weiterhin diente die AT-L als Basisfahrzeug für unterschiedliche Sonderaufbauten. Das Fahrzeug wurde an praktisch alle Staaten geliefert, die auch die entsprechenden sowjetischen Waffensysteme einsetzten. Ägyptische und syrische Truppen setzten die AT-L auch in den Kriegen gegen Israel ein.